# Scarlet Pages
Pour plus de détails, voir Fiche technique et Distribution.
Scarlet Pages est un film parlant, dramatique américain, réalisé en 1930 par Ray Enright durant la période d'application de la Censure morale au cinéma. Produit et distribué par la First National Pictures, une filiale de la Warner, le film a pour vedette Elsie Ferguson, John Halliday, Grant Withers et Marian Nixon qui interprète des chansons. Scarlet Pages est inspiré de la pièce de théâtre éponyme, jouée à Broadway et écrite par le dramaturge Samuel Shipman en 1929, dans laquelle l'actrice Elsie Ferguson jouait déjà. Ce film marque simultanément l'apparition de l'actrice star de la Warner pour la première fois dans un film parlant et la fin de sa carrière d'actrice. Bien qu'elle tienne le rôle principal, elle n'est pas retenue pour illustrer le film sur l'affiche commerciale qui présente Marian Nixon,,,.

## Synopsis
En 1911, Mary Bancroft, incapable de subvenir aux soins de son bébé, est contrainte de l'abandonner et de le proposer à l'adoption. Des années après, en 1930, Mary Bancroft est devenue une avocate renommée à New York. Elle refuse d'épouser John Remington, procureur de district parce qu'elle ne veut pas lui raconter son passé.   
Un soir, le couple fréquente un cabaret dans lequel chante et danse Nora Mason, la fille biologique de Mary. Bien que fatiguée de son travail, elle souhaite s'installer et épouser Robert Lawrence. Mais Dr. Henry Mason, son père adoptif, envisage de la vendre à Gregory Jackson qui promet de faire d'elle, une star dans son prochain spectacle et qu'il lui apportera beaucoup d'argent aussi longtemps qu'elle se donnera à lui.    
Quand Nora apprend le sordide marché de la bouche de son père adoptif, elle le tue avec l'arme que sa mère adoptive avait récemment achetée. Robert Lawrence et un de ses amis qui est une connaissance de l'avocate Mary Bancroft, décident de la solliciter pour défendre Nora. D'abord réticente, elle décide finalement de la représenter. Nora, qui avait caché à son avocate son adoption, dévoile à la cour que, adoptée enfant, elle avait subi des violences par le Dr. Mason. Mary Bancroft Lorsqu'elle comprend que son client est sa fille, s’évanouit. Nora est acquittée et pardonne sa mère de l'avoir abandonnée.

## Fiche technique
- Titre : Scarlet Pages
- Réalisateur : Ray Enright
- Photographie : Tony Gaudio
- Scénario : Walter Anthony et Maude Fulton (dialogues), d’après la pièce de théâtre éponyme de Samuel Shipman
- Musique : Erno Rapee et Louis Silvers

## Distribution
- Elsie Ferguson dans le rôle de Mary Bancroft
- Marian Nixon dans le rôle de Nora Mason
- John Halliday dans le rôle du procureur de District John Remington
- Grant Withers dans le rôle de Robert Lawrence
- Daisy Belmore dans le rôle de Miss Isobel Kennedy
- William B. Davidson dans le rôle de Gregory Jackson
- Jean Laverty dans le rôle de Carlotta Cortez
- Wilbur Mack dans le rôle de Mr. Henry Mason
- Charlotte Walker dans le rôle de Mrs. Mason
- Neely Edwards dans le rôle de Barnes
- Helen Ferguson dans le rôle de Miss Hutchinson (la secrétaire de Mary)
- Fred Kelsey dans le rôle de James Murphy

## Chansons
- "I'm Walking on Air", chantée par Marian Nixon et le chœur a été écrite par Archie Gottler et George W. Meyer

## Préservation
Le film, conservé par le Associated Artists Productions (AAP/UA), a été réédité en DVD par la Warner Archive Collection. Une copie est détenue à la Library of Congress.